# Sholicola major
Sholicola major là một loài chim trong họ Muscicapidae.

## Hình ảnh

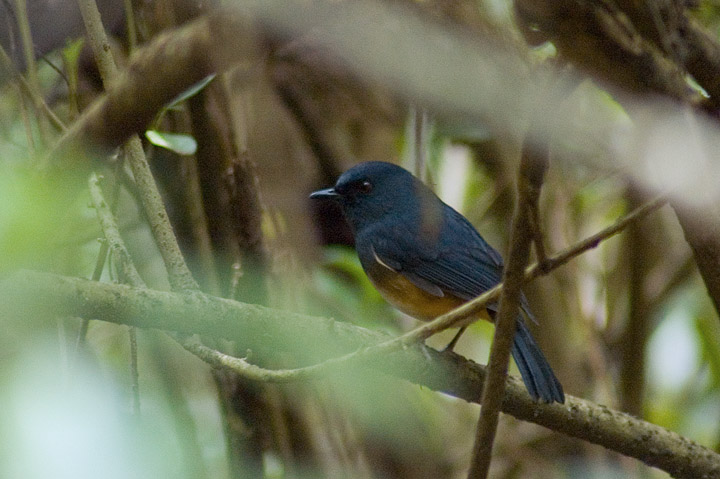
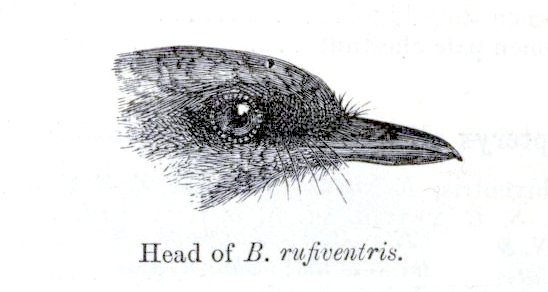
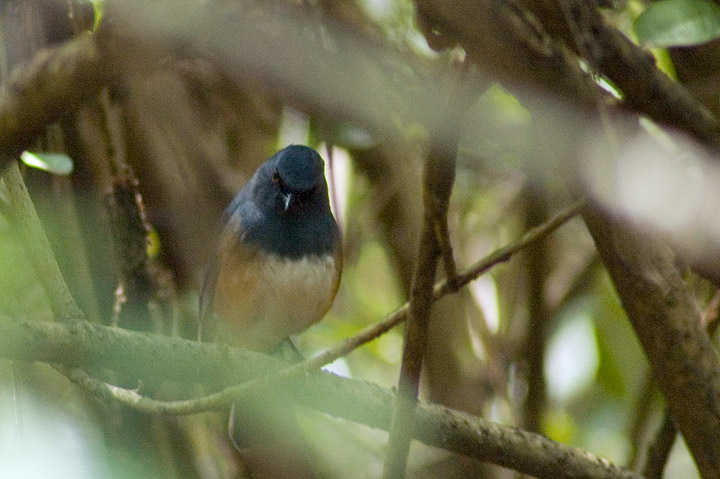
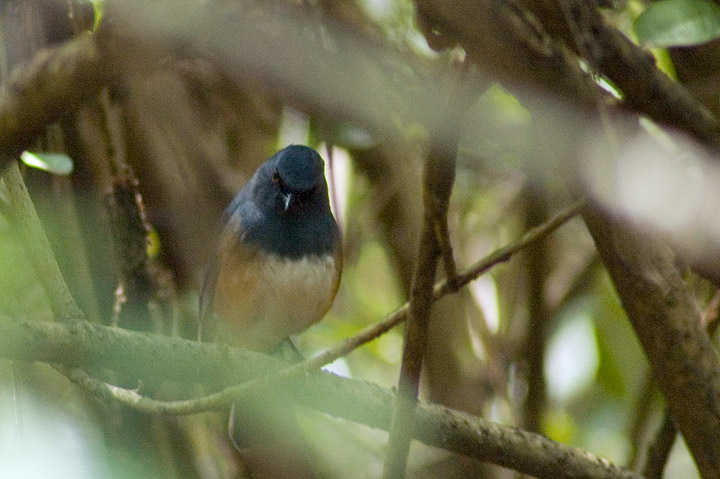